# 2006-os cannes-i fesztivál
Az 59. cannes-i filmfesztivált 2006. május 17. és május 28. között rendezték Vóng Ká-vaj (Wong Kar Wai) hongkongi filmrendező elnökletével. A megnyitóest házigazdája Vincent Cassel francia színész volt, aki – miután kifejtette, hogy számára ez a fesztivál a multietnikumú Franciaország szimbóluma – anyanyelve után angolul, arabul, kínaiul és egy afrikai nyelven köszöntötte a mintegy kétezer díszvendéget. A fesztivált hivatalosan a 79 éves Sidney Poitier amerikai színész nyitotta meg. A hivatalos versenyprogramban 20 nagyjátékfilm és 10 rövidfilm szerepelt; az Un certain regard szekcióban 25 játékfilm, a Cinéfondation keretében 17, míg versenyen kívül 31 új és 36 filmtörténeti alkotást vetítettek. A párhuzamos rendezvények Kritikusok Hete szekciójában 7 nagyjátékfilmet, 7 rövidfilmet és külön vetítéseken további 7 alkotást mutattak be, a Rendezők Kéthete elnevezésű szekció keretében pedig 22 nagyjátékfilm, 11 kisfilm és külön vetítéseken 3 alkotás vetítésére került sor. A fesztivál rendezvényeire és a filmvásárra ez évben 109 ország 22 858 filmes szakembere (alkotó, forgalmazó stb.) érkezett, s részükre 1049 filmet mutattak be.

## A 2006. évi fesztivál

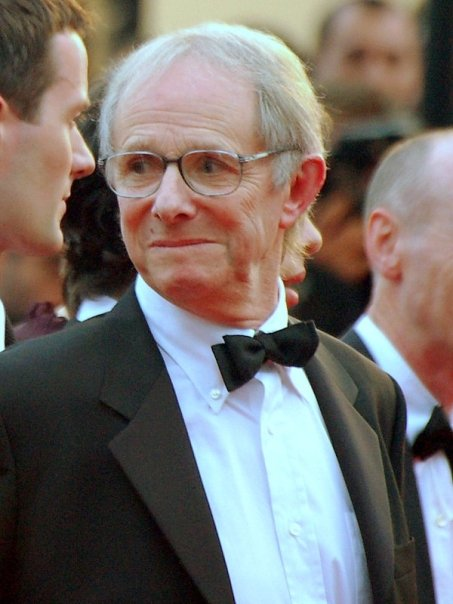
Ken Loach, az Arany Pálmás film rendezője

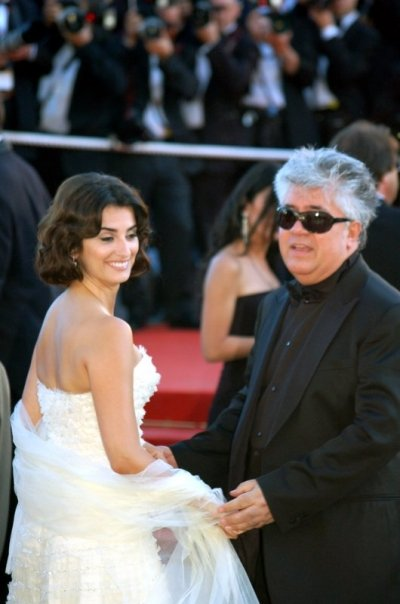
Pedro Almodóvar és Penélope Cruz

A nyitófilm Ron Howard A da Vinci-kód című versenyen kívül vetített filmje volt – a filmkritikusok erősen lehúzták. Fesztiválzáró filmként – ugyancsak versenyen kívül – Tony Gatlif Transylvania című alkotását mutatták be. A díjkiosztó ünnepségre május 28-án került sor.
A filmes seregszemle vetítéseit kísérő különféle programok egyik érdekessége az volt, amelyet Szergej Mihajlovics Eisenstein orosz-szovjet filmrendező emlékének szenteltek: bemutatták a közelmúltban restaurált Október (1927) és Bezsin rétje (1937) című műveit. A képzőművészetek más ágában is tehetséges művész legismertebb filmjeinek ellenpontozásaként erotikus rajzaiból állítottak össze egy kollekciót, és az Un Certain Regard program plakátjához is egy eredeti Eisenstein-kosztümtervet használtak fel.
Ugyancsak tisztelegtek a kanadai „animációs költő”, Norman McLaren előtt, akinek 13 alkotását vetítették le a Buñuel-teremben, közöttük volt az Oscar-díjas Szomszédok és az 1955-ös Arany Pálmás Blinkity Blank.
Négy alkotása felújított kópiájának bemutatásával emlékeztek meg a 100 éve született brit rendezőről, Carol Reed-ről.
A Világ Minden Mozija program keretében újabb hét ország filmművészete mutatkozhatott be: Chile, Izrael, Oroszország, Svájc, Szingapúr, Tunézia és Venezuela.
A versenyfilmek közül a legsikeresebbnek a brit Ken Loach Felkavar a szél című filmdrámája bizonyult, a zsűri Arany Pálmával jutalmazta. Nagydíjas lett a Flandria, a francia Bruno Dumont sokkoló alkotása. A legjobb rendezésért a Bábel alkotója, Alejandro González Iñárritu vehetett át díjat. E film elnyerte az ökumenikus zsűri díját is, vágója pedig a technikai nagydíjat. A legjobb forgatókönyv írója Pedro Almodóvar lett (Volver). A legjobb női és a legjobb férfi alakítás díját megosztva kapta a Volver, illetve A dicsőség arcai szereplőgárdáinak öt-öt tagja. Ez utóbbi alkotás megkapta a François Chalais-díjat is. A legjobb elsőfilmesnek járó Arany kamerát a román Corneliu Porumboiu nyerte el a Rendezők Kéthete szekcióban bemutatott Forradalmárok című filmszatírájáért.
 A filmseregszemle rendezvényein négy magyar film képviseltette magát: Pálfi György 2005-ben forgatott nagyjátékfilmje, a Taxidermia az Un Certain Regard szekcióban került bemutatásra, míg a Színház- és Filmművészeti Egyetem fiatal végzős rendezőjének, Kocsis Ágnesnek, A Vírus című kísérleti filmjét a Cinéfondation keretében vetítették. Kocsis Ágnes első játékfilmje, a Friss levegő a Kritikusok Hetére, míg Hajdu Szabolcs Fehér tenyér című filmje a Rendezők Kéthete elnevezésű párhuzamos programra kapott meghívást. A Vírus a Cinéfondation harmadik díját nyerte el, egy amerikai filmmel együtt. A fesztiválon hivatalos kiküldöttként két filmrendező (Kocsis Ágnes és Hajdu Szabolcs), valamint Pusztai Ferenc, a Friss levegő és Angelusz Iván, a Fehér tenyér producere vett részt. (A vonatkozó Filmévkönyv nem említi fesztiválrésztvevőként a Taxidermiát, sem annak alkotóit.)
Magyar vonatkozása a fesztiválnak, hogy a versenyen kívül vetített Transylvania zenéjét részben Palya Bea népdalénekes, előadóművész írta, aki kabaréénekesként a filmben is feltűnik.
A Rendezők Kéthete szekció előadásai közönségsikert hoztak, különösen Kim Rossi Stuart Kispálya, Christophe Honoré Dans Paris című alkotása, valamint Michel Ocelot 3D-ben készült animációs filmje, az Azur és Asmar. A legnagyobb ünneplés William Friedkin horrorfilmje, a Bug vetítése után volt. Nagyon jó fogadtatásban részesült Corneliu Porumboiu Arany Kamerás Forradalmárokja és Hajdu Szabolcs filmje, a Fehér tenyér is. A programban szereplő filmeken felül a rendezvény alapítója, a francia Filmrendezők Szövetsége (SRF) kérésére levetítették még David Cronenberg A holtsáv című thrillerjét, mivel a szervezet akkor adta át a művész részére az Arany Hintó díjat.
A fesztivál Nemzetközi Faluja 2006-ban 11 nemzet pavilonjával bővült, közöttük immár megtalálható volt hazánké is.
Május 23-án egy „Európai Nap” keretében – Az európai filmek bejárják a világot téma köré építve – a fesztivál vezetése az Európai Bizottsággal együtt fogadta az Európai Unió országainak kulturális minisztereit és filmes szakembereit.

## Zsűri

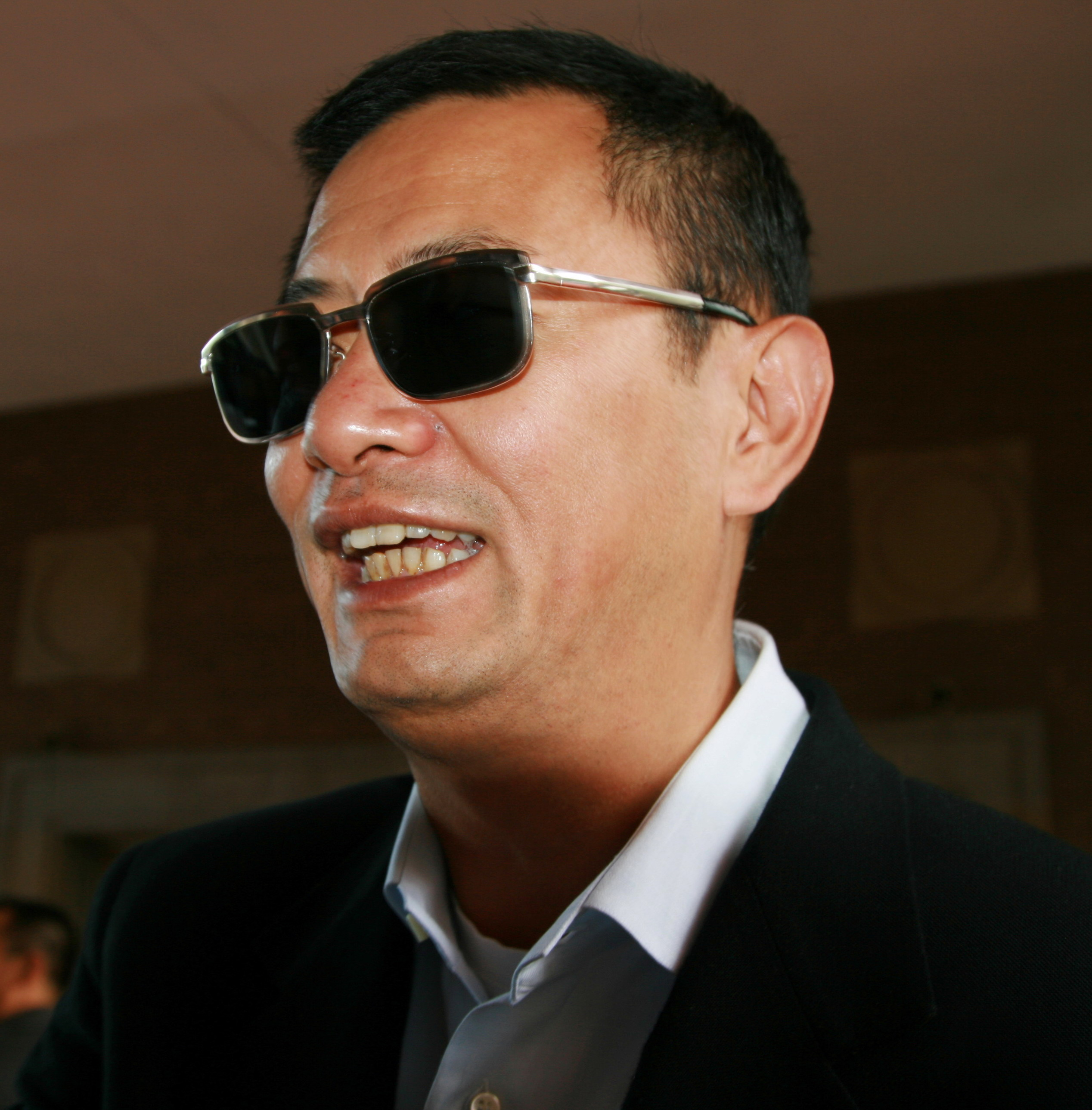
Vóng Ká-vaj (Wong Kar Wai)

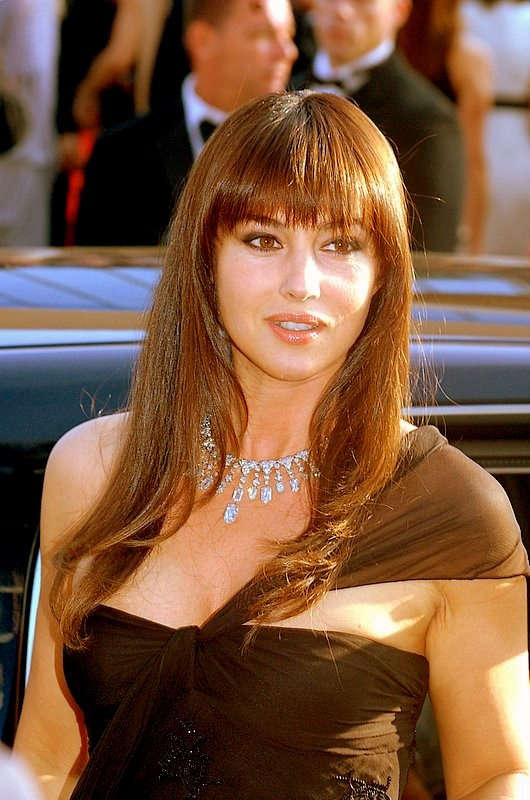
Monica Bellucci

### Versenyprogram
- Vóng Ká-vaj (Wong Kar Wai), filmrendező –  Kína – a zsűri elnöke
- Monica Bellucci, színésznő –  Olaszország
- Helena Bonham Carter, színésznő –  Egyesült Királyság
- Csang Ce-ji (Zhang Ziyi), színésznő –  Kína
- Samuel L. Jackson, színész –  Amerikai Egyesült Államok
- Patrice Leconte, filmrendező –  Franciaország
- Lucrecia Martel, rendezőnő –  Argentína
- Tim Roth, színész, filmrendező –  Egyesült Királyság
- Elia Suleiman, filmrendező –  Palesztina

### Cinéfondation és rövidfilmek

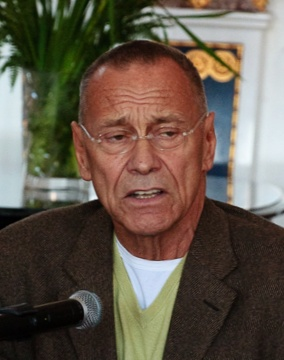
Andrej Koncsalovszkij

- Andrej Koncsalovszkij, filmrendező –  Oroszország – a zsűri elnöke
- Sandrine Bonnaire, színésznő –  Franciaország
- Daniel Brühl, színész –  Németország
- Tim Burton, filmrendező –  Egyesült Királyság
- Souleymane Cissé, filmrendező –  Mali
- Zbigniew Preisner, zeneszerző –  Lengyelország

### Un Certain Regard
- Monte Hellman, filmrendező –  Amerikai Egyesült Államok – a zsűri elnöke
- Lars-Olav Beier, újságíró –  Németország
- Maurizio Cabonat, újságíró –  Olaszország
- Jean-Pierre Lavoignat, újságíró –  Franciaország
- Marjane Satrapi, író-rajzfilmrendező –  Irán
- Laura Winters, újságíró –  Amerikai Egyesült Államok

### Arany Kamera
- Luc és Jean-Pierre Dardenne, filmrendezők –  Belgium – a zsűri elnöke
- Natacha Laurent, a Toulouse-i Filmarchívum igazgatója –  Franciaország
- Frédéric Marie, a locarnói filmfesztivál igazgatója –  Svájc
- Luiz Carlos Merten, filmkritikus –  Brazília
- Jean-Pierre Neyrac, technikus –  Franciaország
- Alain Riou, filmkritikus –  Franciaország
- Jean-Paul Salomé, filmrendező –  Franciaország
- Jean-Louis Vialard, operatőr –  Franciaország

## Hivatalos válogatás

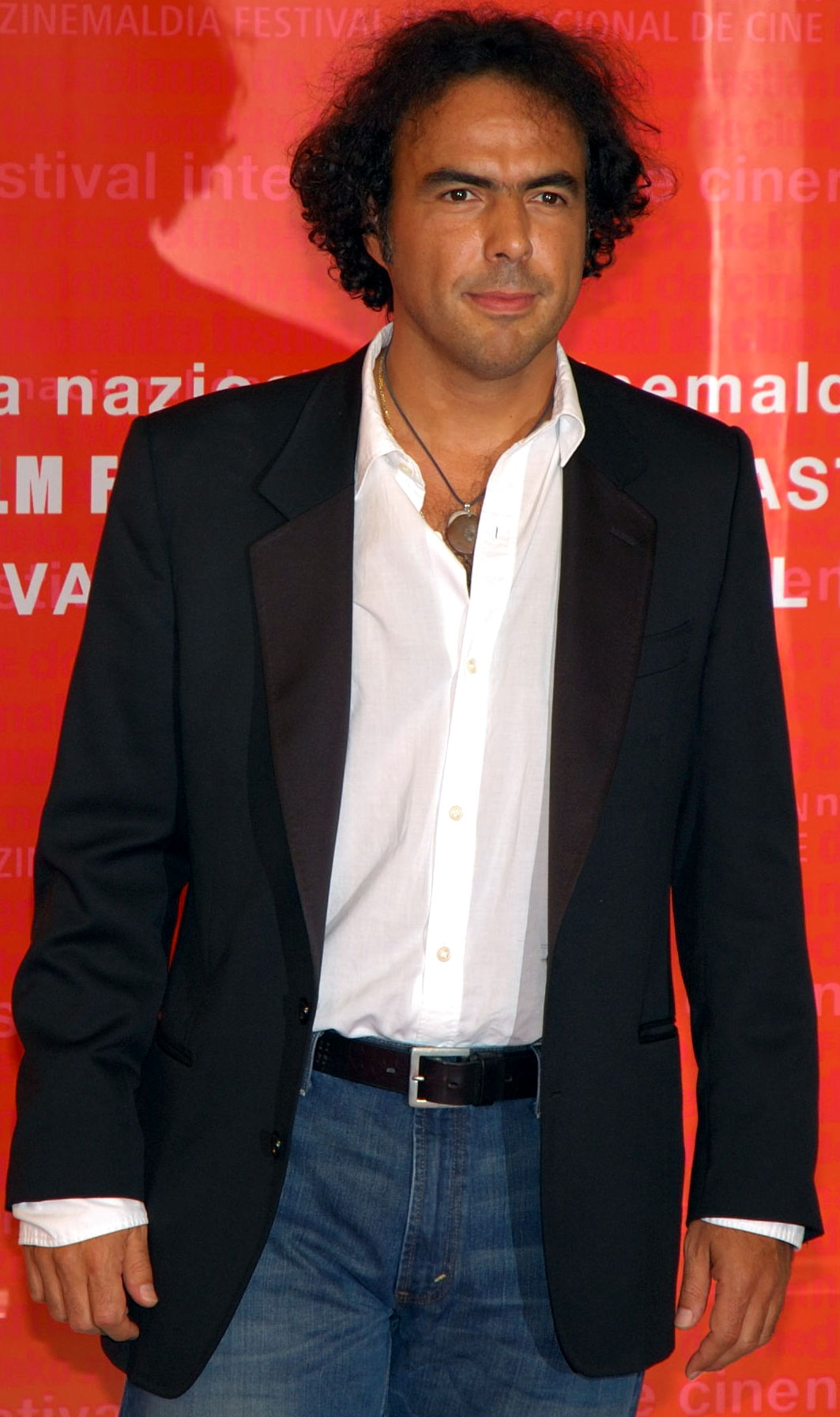
Alejandro González Iñárritu

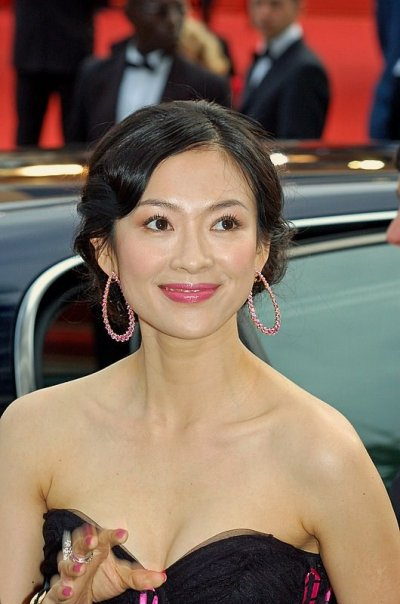
Csang Ce-ji (Zhang Ziyi)

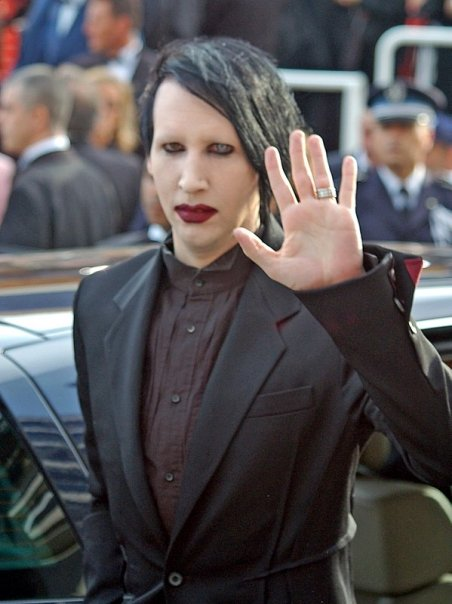
Marilyn Manson

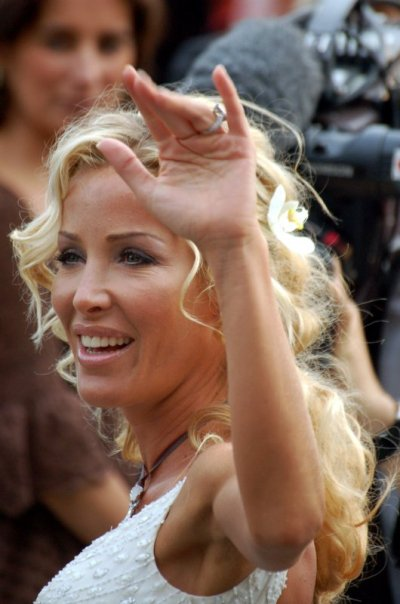
Ophélie Winter

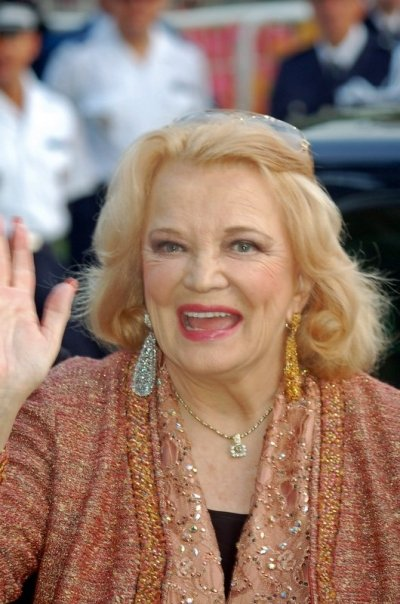
Gena Rowlands

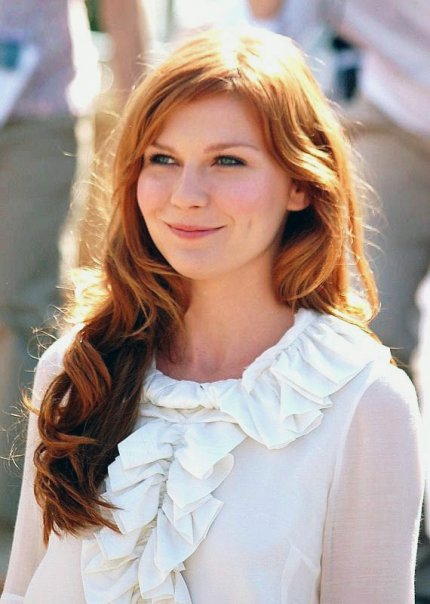
Kirsten Dunst

### Nagyjátékfilmek versenye
- Babel (Bábel)[5] – rendező: Alejandro González Iñárritu
- Crónica de una fuga (Egy menekülés krónikája) – rendező: Israel Adrián Caetano
- El laberinto del Fauno (A faun labirintusa) – rendező: Guillermo del Toro
- Fast Food Nation (Megetetett társadalom) – rendező: Richard Linklater
- Flandres (Flandria) – rendező: Bruno Dumont
- Iklimler (Éghajlatok) – rendező: Nuri Bilge Ceylan
- Il caimano (A kajmán) – rendező: Nanni Moretti
- Indigènes (A dicsőség arcai) – rendező: Rachid Bouchareb
- Juventude Em Marcha (Elmúlt fiatalság) – rendező: Pedro Costa
- L’amico di famiglia (A család barátja) – rendező: Paolo Sorrentino
- La raison du plus faible – rendező: Lucas Belvaux
- Laitakaupungin valot (Külvárosi fények) – rendező: Aki Kaurismäki
- Marie Antoinette – rendező: Sofia Coppola
- Quand j'étais chanteur (Amikor énekes voltam) – rendező: Xavier Giannoli
- Red Road – rendező: Andrea Arnold
- Selon Charlie – rendező: Nicole Garcia
- Southland Tales (A Káosz birodalma) – rendező: Richard Kelly
- The Wind That Shakes the Barley (Felkavar a szél) – rendező: Ken Loach
- Volver – rendező: Pedro Almodóvar
- Jiho jüan (Yihe yuan) – rendező: Lou Je (Lou Ye)

### Nagyjátékfilmek versenyen kívül
- An Inconvenient Trouth (Kellemetlen igazság)[5] – rendező: Davis Guggenheim
- Avida – rendező: Benoît Delépine és Gustave de Kervern
- Bamako – rendező: Abderrahmane Sissako
- Boffo! Tinseltown's Bombs and Blockbusters – rendező: Bill Couturié
- Chambre 666 (A 666-os szoba) – rendező: Wim Wenders
- Chlopiec na galopujacym koniu (Fiú a vágtázó lovon) – rendező: Adam Guziński
- Clerks II (Shop-stop 2.) – rendező: Kevin Smith
- El-Banate dol – rendező: Tahani Rached
- Hak szö vuj ji vo vaj kuaj (Hak se wui yi wo wai kwai)[6] – rendező: Johnnie To
- Kuj sze (Gui si) – rendező: Szu Csao-pin (Su Chao-bin)
- Ici Najac, à vous la Terre – rendező: Jean-Henri Meunier
- Les signes – rendező: Eugène Green
- Nouvelle chance – rendező: Anne Fontaine
- Over the Hedge (Túl a sövényen) – rendező: Tim Johnson és Karey Kirkpatrick
- Shortbus – rendező: John Cameron Mitchell
- SIDA – rendező: Gaspar Noé
- Sketches of Frank Gehry (Frank Gehry vázlatai) – rendező: Sydney Pollack
- Stanley’s Girlfriend[7] – rendező: Monte Hellman
- The Da Vinci Code (A da Vinci-kód) – rendező: Ron Howard
- The House Is Burning – rendező: Holger Ernst
- The Water Diary – rendező: Jane Campion
- Transylvania – rendező: Tony Gatlif
- Un lever de rideau – rendező: François Ozon
- United 93 (A United 93-as) – rendező: Paul Greengrass
- Volevo Solo Vivere – rendező: Mimmo Calopresti
- X-Men: The Last Stand (X-Men: Az ellenállás vége) – rendező: Brett Ratner
- Zidane, un portrait du 21ème siècle (Zidane, egy XXI. századi portré) – rendező: Phillipe Parreno és Douglas Gordon

#### Cannes-i Klasszikusok

##### Restaurált vagy új kópiák
- A Chairy Tale (Székmese)[5] – rendező: Norman McLaren
- A Kid for Two Farthings – rendező: Carol Reed
- Begone Dull Care (Capriccio színekre) – rendező: Norman McLaren
- Bezsin lug (Bezsin rétje)[8] – rendező: Szergej Mihajlovics Eisenstein
- Blast of Silence (Blast of Silence – Egy gyilkosság krónikája) – rendező: Allen Baron
- Blinkity Blank (Villogó űr) – rendező: Norman McLaren
- Cabiria – rendező: Giovanni Pastrone
- El Topo (A vakond) – rendező: Alejandro Jodorowsky
- Hen Hop – rendező: Norman McLaren
- India Song (India Song) – rendező: Marguerite Duras
- Nauszika – A szél harcosai – rendező: Mijazaki Hajao
- La drôlesse (Feslett nőszemély) – rendező: Jacques Doillon
- La poulette grise – rendező: Norman McLaren
- La terra trema (Vihar előtt) – rendező: Luchino Visconti
- Le merle (Vörösbegy) – rendező: Norman McLaren
- Le mystère de la tour Eiffel – rendező: Julien Duvivier
- Les aventuriers (Kalandorok) – rendező: Robert Enrico
- L'Estate violenta (Heves nyár) – rendező: Valerio Zurlini
- Lines: Horizontal – rendező: Norman McLaren
- Mail Early – rendező: Norman McLaren
- Mirt sost shi amit – rendező: Haile Gerima
- Monte-Cristo – rendező: Henri Fescourt
- Neighbours (Szomszédok) – rendező: Norman McLaren
- Odd Man Out (Egy ember lemarad) – rendező: Carol Reed
- Oktyabr (Október) – rendező: Szergej Eisenstein, Grigorij Vasziljevics Alekszandrov
- Opening Speech (Nyitóbeszéd) – rendező: Norman McLaren
- Pas de deux – rendező: Norman McLaren
- Platoon (A szakasz) – rendező: Oliver Stone
- Roma citta aperta (Róma, nyílt város) – rendező: Roberto Rossellini
- Si sze nu jing hao (Shi si nu ying hao) – rendező: Csen Kang (Cheng Kang)
- Stars and Stripes – rendező: Norman McLaren
- Synchromy – rendező: Norman McLaren
- The Fallen Idol (Ledőlt bálvány) – rendező: Carol Reed
- The Holy Mountain (A szent hegy) – rendező: Alejandro Jodorowsky
- The Searchers (Az üldözők) – rendező: John Ford
- The Way Ahead – rendező: Carol Reed

##### Dokumentumfilmek a filmről
- Il était une fois… Rome ville ouverte – rendező: Marie Genin és Serge July
- John Ford/John Wayne: The Filmmaker and the Legend – rendező: Sam Pollard
- Marcello una vita dolce – rendező: Mario Canale és Annarosa Morri
- Requiem pour Billy the Kid – rendező: Anne Feinsilber

### Un Certain Regard
- 2:37[9] – rendező: Murali K. Thalluri
- 977 – rendező: Nyikolaj Komeriki
- A Scanner Darkly (Kamera által homályosan)[5] – rendező: Richard Linklater
- Bihisht faqat baroi murdagon – rendező: Jamshed Usmonov
- Bled Number One – rendező: Rabah Ameur-Zaïmeche
- Csiang csen hszia zsi (Jiang cheng xia ri) (Luxusautó) – rendező: Vang Csao (Wang Chao)
- Cum mi-am petrecut sfarsitul lumii (Hogyan éltem túl a világvégét)[10] – rendező: Cătălin Mitulescu
- El violin – rendező: Francisco Vargas
- Hamaca Paraguaya – rendező: Paz Encina
- Il regista di matrimoni (Házasságok rendezője) – rendező: Marco Bellocchio
- Kuaj vik (Gwai wik) (Re-Cycle – A holtak birodalma nyitva áll) – rendező: Oxide Pang Chun és Danny Pang
- La Californie (Könnyű élet) – rendező: Jacques Fieschi
- La tourneuse de pages (A bosszú kottája) – rendező: Denis Dercourt
- Meurtrières (Gyilkos lányok) – rendező: Patrick Grandperret
- Paris, je t'aime (Párizs, szeretlek!) – rendező: Olivier Assayas, Fred Auburtin[11]
- Salvador (Puig Antich) (Salvador) – rendező: Manuel Huerga
- Serambi – rendező: Garin Nugroho
- Suburban Mayhem (Külvárosi ámokfutás) – rendező: Paul Goldman
- Taxidermia – rendező: Pálfi György
- Ten Canoes (Tíz kenu) – rendező: Rolf de Heer
- Yongseobadji mothan ja[12] – rendező: Yun Jong-bin
- Uro – rendező: Stefan Faldbakken
- You Am I (Te vagy Én) – rendező: Kristijonas Vildziunas
- Z odzysku (Jóvátétel) – rendező: Slawomir Fabicki

### Rövidfilmek versenye
- Banquise – rendező: Claude Barras és Cédric Louis
- Conte de quartier – rendező: Florence Miailhe
- Film Noir – rendező: Osbert Parker
- Nature's Way – rendező: Jane Shearer
- O monstro – rendező: Eduardo Valente
- Ongeriewe – rendező: Robin Kleinsmidt
- Poyraz – rendező: Belma Bas
- Primera nieve – rendező: Pablo Agüero
- Sexy Thing – rendező: Denie Pentecost
- Sniffer – rendező: Bobbie Peers

### Cinéfondation
- A vírus – rendező: Kocsis Ágnes (Színház- és Filmművészeti Egyetem,  Magyarország)
- Bir damla su – rendező: Deniz Gamze Eergüven (La Fémis,  Franciaország)
- Doorman – rendező: Etienne Kallos (New York University,  Amerikai Egyesült Államok)
- Een ingewikkeld verhaal, eenvoudig verteld, – rendező: Jaap van Heusden (Nederlandse Film en Televisie Academie,  Hollandia)
- Elastinen parturi – rendező: Milla Nybondas (Turku Polytechnic/Arts Academy,  Finnország)
- Even Kids Started Small – rendező: Yaniv Berman (Tel Aviv University,  Izrael)
- Firn – rendező: Axel Koenzen (Deutsche Film- und Fernsehakademie Berlin,  Németország)
- Ge & Zeta – rendező: Gustavo Riet (Universidad del Cine,  Argentína)
- Graceland – rendező: Anocha Suwichakornpong (Columbia University,  Amerikai Egyesült Államok)
- Ha'Chavera shell Emile – rendező: Nadav Lapid (The Sam Spiegel Film and TV School,  Izrael)
- Hunde – rendező: Matthias Huser (Zürcher Hochschule der Künste,  Svájc)
- Jaba – rendező: Andreas Bolm (Hochschule für Film und Fernsehen „Konrad Wolf”,  Németország)
- Justiça ao insulto – rendező: Bruno Jorge (Escola Superior de Propaganda e Marketing,  Brazília)
- Mother – rendező: Sian Heder (American Film Institute,  Amerikai Egyesült Államok)
- Mr. Schwartz, Mr. Hazen & Mr. Horlocker – rendező: Stefan Müller (Fachhochschule Wiesbaden,  Németország)
- Snow – rendező: Dustin Feneley (Victorian College of the Arts University of Melbourne,  Ausztrália)
- Tetris – rendező: Anirban Datta (Satyajit Ray Film and Television Institute,  India)

## Párhuzamos rendezvények

### Kritikusok Hete

#### Nagyjátékfilmek
- Den brysomme mannen (A kiállhatatlan)[5] – rendező: Jens Lien
- Drama/Mex (Mexikói mozaik) – rendező: Gerardo Naranjo
- Friss levegő – rendező: Kocsis Ágnes
- Komma – rendező: Martine Doyen
- Les amitiés maléfiques – rendező: Emmanuel Bourdieu
- Pingpong – rendező: Matthias Luthardt
- Sonhos de peixe – rendező: Kirill Mihanovszkij

#### Rövidfilmek
- Alguma coisa assim – rendező: Esmir Filho
- Iron – rendező: Nakano Hirojuki
- Kristall – rendező: Christoph Girardet és Matthias Müller
- Kvinna vid grammofon – rendező: Johannes Stjärne Nilsson és Ola Simonsson
- L’écluse – rendező: Olivier Ciechelski
- News – rendező: Ursula Ferrara
- Printed Rainbow – rendező: Gitanjali Rao

#### Külön előadások
- Charell – rendező: Mikhaël Hers
- Destricted – rendező: Marina Abramovic, Matthew Barney, Marco Brambilla, Larry Clark, Gaspar Noé, Richard Prince és Sam Taylor-Wood
- I psihi sto stoma – rendező: Yannis Economides
- Kigali, des images contre un massacre – rendező: Jean-Christophe Klotz
- Les deux vies du serpent – rendező: Hélier Cisterne
- Marilena de la P7 (Marilena a P7-ből) – rendező: Cristian Nemescu
- Nocturnes pour le roi de Rome – rendező: Jean-Charles Fitoussi

### Rendezők Kéthete

#### Nagyjátékfilmek
- A fost sau n-a fost?[13] (Forradalmárok)[2][5] – rendező: Corneliu Porumboiu
- Anche libero va bene (Kispálya) – rendező: Kim Rossi Stuart
- Azur et Asmar – rendező: Michel Ocelot
- Bug (Bogárűző) – rendező: William Friedkin
- Ça brûle (Ne játssz a tűzzel!) – rendező: Claire Simon
- Changement d’adresse (Költözködő szerelem) – rendező: Emmanuel Mouret
- Congorama – rendező: Philippe Falardeau
- Dans Paris – rendező: Christophe Honoré
- Day Night Day Night – rendező: Julia Loktev
- Electroma[14] – rendező: Thomas Bangalter és Guy-Manuel de Homem-Christo
- Fehér tenyér – rendező: Hajdu Szabolcs
- Gwoemul[15] (A gazdatest) – rendező: Bong Joon-ho
- Honor de cavallería – rendező: Albert Serra
- Jindabyne (Vízbe fojtott bűnök - Jindabyne) – rendező: Ray Lawrence
- Jureru  – rendező: Nisikava Miva
- Les anges exterminateurs (Öldöklő angyalok) – rendező: Jean-Claude Brisseau
- Lying – rendező: M. Blash
- On ne devrait pas exister – rendező: Hervé P. Gustave
- Princess (Hercegnő) – rendező: Anders Morgenthaler
- Sommer 04[16] (Megfeneklett kapcsolatok) – rendező: Stefan Krohmer
- The Hawk is Dying (Vergődő sólyom) – rendező: Julian Goldberger
- Transe (Kábulat) – rendező: Teresa Villaverde

#### Rövidfilmek
- Bugcrush – rendező: Carter Smith
- By the Kiss – rendező: Yann Gonzalez
- Dans le rang – rendező: Cyprien Vial
- Le soleil et la mort voyagent ensemble – rendező: Frank Beauvais
- L'étoile de mer – rendező: Caroline Deruas-Garrel
- Manue bolonaise – rendező: Sophie Letourneur
- Menged – rendező: Daniel Taye Workou
- Rapace – rendező: João Nicolau
- Sepohon Rambutan indah kepunyaanku di tanjung rambutan – rendező: U-Wei Haji Saari
- The Aluminum Fowl – rendező: James Clauer
- Un rat – rendező: Bosilka Simonovitch

#### Külön előadások
- Fantasma – rendező: Lisandro Alonso
- Mala noche – rendező: Gus Van Sant
- Melvil – rendező: Melvil Poupaud

## Díjak

### Nagyjátékfilmek
- Arany Pálma: The Wind That Shakes the Barley (Felkavar a szél)[5] – rendező: Ken Loach
- Nagydíj: Flandres (Flandria) – rendező: Bruno Dumont
- A zsűri díja: Red Road – rendező: Andrea Arnold
- Legjobb rendezés díja: Babel (Bábel) – rendező: Alejandro González Iñárritu
- Legjobb női alakítás díja: Penélope Cruz, Carmen Maura, Lola Dueńas, Chus Lampreave, Yohana Cobo és Blanca Portillo – Volver
- Legjobb férfi alakítás díja: Jamel Debbouze, Samy Naceri, Sami Bouajila, Roschdy Zem és Bernard Blancan – Indigènes (A dicsőség arcai)
- Legjobb forgatókönyv díja: Volver – forgatókönyvíró: Pedro Almodóvar

### Un Certain Regard
- Un Certain Regard-díj: Csiang csen hszia zsi (Jiang cheng xia ri) (Luxusautó) – rendező: Vang Csao (Wang Chao)
- Un Certain Regard zsűri különdíja: Ten Canoes (Tíz kenu) – rendező: Rolf de Heer
- Un Certain Regard legjobb női alakítás díja: Doroteea Petre – Cum mi-am petrecut sfarsitul lumii (Hogyan éltem túl a világvégét)[10]
- Un Certain Regard legjobb férfi alakítás díja: Ángel Tavira – El violin
- Un Certain Regard zsűri elnökének díja: Meurtrières (Gyilkos lányok) – rendező: Patrick Grandperret

### Rövidfilmek
- Arany Pálma (rövidfilm): Sniffer – rendező: Bobbie Peers
- A zsűri díja (rövidfilm): Conte de quartier – rendező: Florence Miailhe
- Külön dicséret (rövidfilm): Primera nieve – rendező: Pablo Agüero

### Cinéfondation
- A Cinéfondation első díja: Ge & Zeta – rendező: Gustavo Riet
- A Cinéfondation második díja: Mr. Schwartz, Mr. Hazen & Mr. Horlocker – rendező: Stefan Müller
- A Cinéfondation harmadik díja:
  - A vírus – rendező: Kocsis Ágnes
  - Mother – rendező: Sian Heder

### Arany Kamera
- Arany Kamera: A fost sau n-a fost?[17] (Forradalmárok)[2] – rendező: Corneliu Porumboiu

### Egyéb díjak
- FIPRESCI-díj:
  - Iklimler (Éghajlatok) – rendező: Nuri Bilge Ceylan
  - Hamaca Paraguaya[18] – rendező: Paz Encina
  - Bug (Bogárűző)[17] – rendező: William Friedkin
- Technikai nagydíj: Stephen Mirrione vágó – Babel (Bábel)
- Ökumenikus zsűri díja: Babel (Bábel) – rendező: Alejandro González Iñárritu
- Ökumenikus zsűri külön dicsérete: Z odzysku (Jóvátétel)[18] – rendező: Slawomir Fabicki
- Ifjúság díja: Bled Number One[18] – rendező: Rabah Ameur-Zaïmeche
- François Chalais-díj: Indigènes (A dicsőség arcai) – rendező: Rachid Bouchareb
- Chopard Trófea: Jasmine Trinca, Kevin Zegers

## Hírességek
Anouk Aimée, Fanny Ardant, Daniel Auteuil, Emmanuelle Béart, Monica Bellucci, Halle Berry, Richard Berry, Paul Bettany, Juliette Binoche, Cate Blanchett, Dany Boon, Claude Brasseur, Jean-Claude Brialy, Helena Bonham Carter, Jean-Pierre Cassel, Vincent Cassel, Carmen Chaplin, Emma de Caunes, Laura Chiatti, Penélope Cruz, Csang Ce-ji (Zhang Ziyi), Tony Curran, Willem Dafoe, Paul Dawson, Jamel Debbouze, Gérard Depardieu, Christopher Doyle, Faye Dunaway, Kirsten Dunst, Brigitte Fossey, Sarah Michelle Gellar, Danny Glover, Al Gore, Tom Hanks, Ethan Hawke, Salma Hayek, Hugh Jackman, Samuel L. Jackson, Dwayne Johnson, Gérard Jugnot, Nazan Kesal, Greg Kinnear, Louis Koo, Olha Kurilenko, Avril Lavigne, Virginie Ledoyen, Lee Sook-yin, Eva Longoria, Michael Lonsdale, Sergi Lopez, Michael Madsen, Sophie Marceau, Tonie Marshall, Chiara Mastroianni, Ian McKellen, Roxanne Mesquida, Alfred Molina, Yolande Moreau, Cillian Murphy, Samy Naceri, Nick Nolte, Géraldine Pailhas, Keanu Reeves, Jean Reno, Miranda Richardson, Jean Rochefort, Tim Roth, Gena Rowlands, Ludivine Sagnier, Claudia Schiffer, Rodrigo de la Serna, Laura Smet, Sharon Stone, Audrey Tautou, Christopher Thompson, Kerry Washington, Bruce Willis, Elijah Wood, Michelle Yeoh, Billy Zane,